# XInclude
XInclude é um mecanismo genérico para mesclagem de documentos XML, escrevendo tags de inclusão no documento "principal" para incluir automaticamente outros documentos ou suas partes. O documento resultante torna-se um único XML Information Set composto. O mecanismo XInclude pode ser usado para incorporar o conteúdo a partir de quaisquer arquivos XML ou arquivos de texto não-XML.

## Exemplo
Por exemplo, incluindo o arquivo de texto licença.txt:
```
Este documento é publicado sob a Licença de Documentação Livre da GNU
```

em um documento XHTML:
```
<?xml version="1.0"?>

<html
 
xmlns=
"http://www.w3.org/1999/xhtml"

      
xmlns:xi=
"http://www.w3.org/2001/XInclude"
>

   
<head>
...
</head>

   
<body>

      
...

      
<p><xi:include
 
href=
"licença.txt"
 
parse=
"text"
/></p>

   
</body>

</html>

```

fornece:
```
<?xml version="1.0"?>

<html
 
xmlns=
"http://www.w3.org/1999/xhtml"

      
xmlns:xi=
"http://www.w3.org/2001/XInclude"
>

   
<head>
...
</head>

   
<body>

      
...

      
<p>
Este
 
documento
 
é
 
publicado
 
sob
 
a
 
Licença
 
de
 
Documentação
 
Livre
 
da
 
GNU
</p>

   
</body>

</html>

```

O mecanismo é similar à tag <object> do HTML (que é específica para a linguagem de marcação HTML), mas o mecanismo XInclude trabalha com qualquer formato XML, como SVG e XHTML.

## Suporte de navegador
- Nenhum.